# Benigno Aquino sr.
Benigno Aquino sr. (Concepcion, 3 september 1894 - Manilla, 20 december 1947) was een Filipijns politicus. Aquino sr. was lid van het Filipijns Huis van Afgevaardigden, de Filipijnse Senaat en minister van landbouw in de regering van Manuel Quezon. Tijdens de Japanse bezetting in de Tweede Wereldoorlog van 1943 tot 1945 was Aquino sr. de voorzitter (Speaker) van het Filipijns Assemblee.

## Biografie
Benigno Aquino sr. werd geboren op 3 september 1894 in Murcia, tegenwoordig onderdeel van Concepcion. Hij was de tweede zoon van generaal Servillano Aquino en Guadalupe Quiambao. Aquino studeerde aan het Colegio de San Juan de Letran in Manilla en de University of Santo Tomas waar hij in 1913 zijn Bachelor-diploma rechten behaalde. Het jaar erna werd hij toegelaten tot de balie van advocaten. 
In 1919 werd Aquino gekozen als afgevaardigde in het Filipijns Huis van Afgevaardigden namens het tweede kiesdistrict van Tarlac. In 1922 en 1925 werd hij voor diezelfde positie herkozen, waarna hij in 1928 werd gekozen in de Filipijnse Senaat namens het derde senaatsdistrict. In 1931 onderhandelde hij als lid van de Philippine Independence Mission over de voorwaarden van de Filipijnse onafhankelijkheid van de Verenigde Staten. In 1935 werd hij opnieuw gekozen als afgevaardigde namens Tarlac. Op 28 november 1938 werd Aquino door president Manuel Quezon benoemd tot minister van landbouw, een functie die hij zou bekleden tot 1941. Tevens werd hij in 1939 benoemd tot voorzitter van de raad van bestuur van Agricultural and Industrial Bank.
Na de bezetting van de Filipijnen door de Japanners in de Tweede Wereldoorlog werd Aquino een van Filipino's die namens de Japanners het land bestuurden. Hij werd voorzitter van KALIBAPI en een van de twee vicevoorzitters van de Preparatory Commission for Philippine Independence. Hij werd bovendien gekozen als voorzitter (Speaker) van het Filipijns Assemblee. In december 1944 werd de regeringszetel onder druk van de Amerikaanse opmars van Manilla verplaatst naar Baguio. Nog weer later vertrokken de regeringsleden naar Japan. Daar werden ze gearresteerd en gevangengezet. Op 25 augustus 1946 werd Aquino teruggevlogen naar de Filipijnen om terecht te staan voor hoogverraad. Na een paar weken werd hij echter op borgtocht vrijgelaten. 
Op 20 december 1947 overleed Aquino sr. tijdens een bokswedstrijd tussen Mexicaanse wereldkampioen Manuel Ortiz en diens uitdager Tirso del Rosario in het Rizal Memorial Coliseum plotseling aan een hartaanval. Aquino was getrouwd met Maria Urquico. Samen kregen ze twee zonen (Antonio en Servillano) en twee dochters (Milagros en Erlinda) kreeg. Na de dood van Maria hertrouwde hij met Aurora Aquino. Samen met haar kreeg hij nog eens zeven kinderen: Maria Aurora, Benigno jr. (Ninoy), Maria Gerarda (Ditas), Maria Guadalupe (Lupita), Agapito (Butz), Paul, en Maria Teresa (Tessie). Zijn zoon Benigno Aquino jr. werd ook politicus en was een belangrijk oppositieleider ten tijde van het regime van Ferdinand Marcos. Een andere zoon, Butz Aquino speelde een belangrijke rol tijdens de EDSA-revolutie in 1986 en was daarna lid van de Senaat van de Filipijnen. Ook dochter Teresa Aquino-Oreta was politicus en lid van het Huis van Afgevaardigden en de Senaat.